# 임기천
임기천(林基川)은 부산광역시 기장군 철마면 임기리의 임기저수지에서 발원하여 서류하다가 경상남도 양산시 동면 법기리의 수영강으로 흘러드는 강이다.